# Pyrochlora majorcula
Pyrochlora majorcula là một loài bướm đêm trong họ Geometridae.